# Um Bilhete pra Didi
"Um Bilhete Pra Didi" é a penúltima faixa do disco Acabou Chorare (1972) dos Novos Baianos, a única instrumental e também a única composta por Jorginho Gomes. O título refere-se à época em que o baixista Dadi Carvalho deixou o grupo por um tempo (ele depois formaria o A Cor do Som) e os Novos Baianos convocaram o músico Didi para tocar em seu lugar. A sensação adquirida com esta canção é a de que um ritmo brasileiro, tocado a cavaquinho e triângulo, desdobra-se num processo incrível até virar um rock progressivo de guitarra elétrica.

## Ficha técnica
Ficha dada por Maria Luiza Kfouri:
- Jorginho Gomes: cavaquinho
- Pepeu Gomes: guitarra elétrica
- Baby Consuelo: triângulo
- Dadi Carvalho: baixo elétrico